# La Harpe (Kansas)
La Harpe es una ciudad ubicada en el condado de Allen en el estado estadounidense de Kansas. En el año 2010 tenía una población de 578 habitantes y una densidad poblacional de 262,73 personas por km².

## Geografía
La Harpe se encuentra ubicada en las coordenadas 37°54′56″N 95°17′59″O / 37.91556, -95.29972 (37.915631, -95.299729).

## Demografía
Según la Oficina del Censo en 2000 los ingresos medios por hogar en la localidad eran de $24,219 y los ingresos medios por familia eran $32,981. Los hombres tenían unos ingresos medios de $22,102 frente a los $16,058 para las mujeres. La renta per cápita para la localidad era de $12,196. Alrededor del 13.4% de la población estaban por debajo del umbral de pobreza.